# Луан
Луан Лейте да Силва (на португалски: Luan Leite da Silva), по-познат просто като Луан (на португалски: Luan), е бразилски футболист, който играе на поста централен защитник. Състезател на Локомотив (Пловдив).

## Кариера
Луан е юноша на Сао Пауло, Коринтианс и Ред Клуб Бразил.
На 10 юли 2021 г. преминава в отбора на Йоникос. Дебютира на 23 октомври при победата с 0:2 като гост на Атромитос.

### Адмира Вакер
На 1 февруари 2022 г. футболистът става част от състава на Адмира Вакер. Прави дебюта си на 12 март при победата с 2:0 като домакин на Рийд.

### Локомотив Пловдив
На 4 юли 2022 г. Луан подписва с Локомотив (Пловдив). Записва своя дебют за тима на 8 август при победата с 1:0 като домакин на Арда.

### Спартак Варна
На 7 февруари 2023 г. бразилецът е изпратен под наем във варненския Спартак. Дебютира на 11 февруари при загубата с 1:2 като домакин на Лудогорец, като в същия мач отбелязва и дебютния си гол за "соколите".

## Успехи
Ред Бул Залцбург
- Купа на Австрия (1): 2017

 Щурм Грац
- Купа на Австрия (1): 2018